# Diocesi di Caloe
La diocesi di Caloe (in latino: Dioecesis Caloëna) è una sede soppressa del patriarcato di Costantinopoli e una sede titolare della Chiesa cattolica.

## Storia
Caloe, identificabile con Keles (Geles) nell'odierna Turchia, è un'antica sede episcopale della provincia romana di Asia nella diocesi civile omonima. Faceva parte del patriarcato di Costantinopoli ed era suffraganea dell'arcidiocesi di Efeso.
La diocesi è documentata nelle Notitiae Episcopatuum del patriarcato di Costantinopoli fino al XII secolo.
Il primo vescovo conosciuto di Caloe è Afobio, che partecipò al concilio di Efeso del 431. Un'iscrizione trovata a Filadelfia di Lidia riporta il nome di Teodoro, attribuito alla sede di Caloe; il formulario utilizzato appartiene al V/VI secolo, datazione che, in mancanza di una riproduzione dell'iscrizione, risulta puramente ipotetica. Gregorio prese parte al cosiddetto concilio in Trullo del 692. Teofane assistette al secondo concilio di Nicea del 787.
Nel secondo millennio sono noti tre vescovi di Caloe. La sigillografia ha restituito il nome del vescovo Giovanni, il cui sigillo è datato alla seconda metà dell'XI secolo. Leone prese parte al sinodo celebrato ad Efeso nel 1167. Il vescovo Teodoro fu tra i partecipanti dei sinodi di Efeso nel 1216 e nel 1230.
Dal XIX secolo Caloe è annoverata tra le sedi vescovili titolari della Chiesa cattolica; la sede è vacante dal 26 giugno 1970.

## Cronotassi

### Vescovi greci
- Afobio † (menzionato nel 431)
- Teodoro I ? † (V/VI secolo ?)
- Gregorio † (menzionato nel 692)
- Teofane † (menzionato nel 787)
- Giovanni † (seconda metà dell'XI secolo)
- Leone † (menzionato nel 1167)
- Teodoro II † (prima del 1216 - dopo il 1230)

### Vescovi titolari
- Marie-Julien Dunand, M.E.P. † (21 agosto 1893 - 4 agosto 1915 deceduto)[11]
- Ángel Diego y Carbajal, O.S.A. † (22 marzo 1917 - 28 giugno 1940 deceduto)[12]
- Matteo Aloisio Niedhammer y Yaeckle, O.F.M.Cap. † (11 maggio 1943 - 26 giugno 1970 deceduto)[13]